# Герб Мехува
 Герб Мехува (пол. Herb Miechowa) — официальный символ города Мехува.

## Описание
В червлёном поле серебряный грифон влево с золотыми передними лапами, когтями на передних лапах, клювом и языком; в левом верхнем углу чёрный щит с червлёным лотарингским крестом. 

## История

### Российский герб
Проект российского герба Мехова: В горностаевом щите червлёная с двумя окнами и золотыми швами башня с чёрным шатровым куполом, на котором червлёный нимб с золотым крестом. В сквозных воротах серебряный гриф с червлёными глазами и языком, держащий золотой крест. В вольной части слева герб Келецкой губернии.